# 토큰증권
토큰증권(Security Token Offering:STO)은 분산원장 기술을 활용해 디지털 자산 형태로 발행하는 증권을 말한다

## 개요
STO는 증권과 같은 법규제(금융거래법 등)에 기반하여 투자자 보호나 컴플라이언스 보증을 전제로 하여 토큰 발행/거래에 따른 자금조달이 이루어진다. 또한 토큰증권은 자산의 뒷받침이 이루어진 유가증권을 블록체인으로 디지털화이다. 투자자는 전통적인 유가증권과 마찬가지로 투자자의 지위, 소유권, 배당을 받을 권리 등을 갖는 것을 디지털상에서 증명하는 것이 가능해진다. 법규제에 준거해 인터넷 등의 디지털상에서 모집이 이루어져 전통적인 주식공개나 펀드 출자의 모집에 비해 간이·신속한 수속으로 자금조달을 할 수 있는 것이 목적이다.

## 이점
- 발행·유통 프로세스의 간이화: 중개인·딜러 업무나 컴플라이언스 준수 등을 스마트계약이나 토큰 규격을 이용해 자동화할 수 있다.
- 시장 장벽의 배제: 시장의 24시간화나, 국가·지역에서 분리된 시장을 통합할 수 있다.
- 소유권의 세분화: 부동산 등의 자산의 소유권을 세분화하여 조각투자할 수 있다.[2]
- 거래 비용 절감: 디지털 상에서 더 많은 투자자로부터 자금을 조달하기 쉬워지는 한편, 투자자에게도 거래상의 비용을 낮게 할 수 있다.
- 높은 투명성: 블록 체인에서 프로그래밍 가능한 스마트계약을 통해 보다 투명한 증권 거래를 할 수 있다.

## ICO와의 차이점
ICO와 달리 STO는 투자 계약의 효력을 가지고 있다. 전통적인 금융상품이라면 소유권은 서면상에서 확인할 수 있지만, STO의 경우는 블록체인상의 데이터와 대조하여 소유권을 증명할 수 있다.

## 참고문헌
1. ↑  권오은, 토큰증권 법제화 재개… STO株 급등, 조선일보, 2024.09.03.
2. ↑  금융위원회-토큰 증권(Security Token) 발행·유통 규율체계 정비방안 - 자본시장법 규율 내에서 STO를 허용하겠습니다.